# Liste des résolutions du Conseil de sécurité des Nations unies adoptées en 1990
Les résolutions du Conseil de sécurité des Nations unies sont les décisions qui sont votées par le Conseil de sécurité des Nations unies.
Une telle résolution est acceptée si au moins neuf des quinze membres (depuis le 17 décembre 1963, 11 membres avant cette date) votent en sa faveur et si aucun des membres permanents qui sont la Chine, les États-Unis, la France, le Royaume-Uni et l'Union soviétique (la Russie depuis 1991) n'émet de vote contre (qui est désigné couramment comme un veto).

## Résolutions 647 à 649
- Résolution 647 : Afghanistan-Pakistan (adoptée le 11 janvier 1990).
- Résolution 648 : Israël-Liban (adoptée le 31 janvier 1990).
- Résolution 649 : Chypre (adoptée le 12 mars 1990).

## Résolutions 650 à 659
- Résolution 650 : Amérique centrale  (adoptée le 27 mars 1990).
- Résolution 651 : Irak-République islamique d'Iran (adoptée le 29 mars 1990).
- Résolution 652 : admission d'un nouveau membre : Namibie (adoptée le 17 avril 1990).
- Résolution 653 : Amérique centrale  (adoptée le 20 avril 1990).
- Résolution 654 : Amérique centrale  (adoptée le 4 mai 1990).
- Résolution 655 : Israël et la République arabe syrienne (adoptée le 31 mai 1990).
- Résolution 656 : Amérique centrale  (adoptée le 8 juin 1990).
- Résolution 657 : Chypre (adoptée le 15 juin 1990).
- Résolution 658 : Sahara occidental (adoptée le 27 juin 1990).
- Résolution 659 : Israël-Liban (adoptée le 31 juillet 1990).

## Résolutions 660 à 669
- Résolution 660 : Irak et Koweït, demande de retrait immédiat et inconditionnel des forces irakiennes du Koweït (adoptée le 2 août 1990).
- Résolution 661 : Irak et Koweït (adoptée le 6 août 1990).
- Résolution 662 : Irak et Koweït (adoptée le 9 août 1990).
- Résolution 663 : admission d'un nouveau membre : Liechtenstein (adoptée le 14 août 1990).
- Résolution 664 : Irak et Koweït (adoptée le 18 août 1990).
- Résolution 665 : Irak et Koweït (adoptée le 25 août 1990).
- Résolution 666 : Irak et Koweït (adoptée le 13 septembre 1990).
- Résolution 667 : Irak et Koweït (adoptée le 16 septembre 1990).
- Résolution 668 : Cambodge (adoptée le 20 septembre 1990).
- Résolution 669 : Irak et Koweït (adoptée le 24 septembre 1990).

## Résolutions 670 à 679
- Résolution 670 : Irak et Koweït (adoptée le 25 septembre 1990).
- Résolution 671 : Irak et République islamique d'Iran (adoptée le 27 septembre 1990).
- Résolution 672 : territoires occupés par Israël (adoptée le 12 octobre 1990).
- Résolution 673 : territoires occupés par Israël (adoptée le 24 octobre 1990).
- Résolution 674 : Irak et Koweït (adoptée le 29 octobre 1990).
- Résolution 675 : Amérique centrale  (adoptée le 5 novembre 1990).
- Résolution 676 : Irak et République islamique d'Iran (adoptée le 28 novembre 1990).
- Résolution 677 : Irak et Koweït (adoptée le 28 novembre 1990).
- Résolution 678 : Irak et Koweït (autorisation de la force pour l'application de la résolution 660, conduisant à la guerre du Golfe) (adoptée le 29 novembre 1990)..
- Résolution 679 : Israël et la République arabe syrienne (adoptée le 30 novembre 1990).

## Résolutions 680 à 683
- Résolution 680 : Chypre (adoptée le 14 décembre 1990).
- Résolution 681 : territoires occupés par Israël (adoptée le 20 décembre 1990).
- Résolution 682 : Chypre (adoptée le 21 décembre 1990).
- Résolution 683 : Îles du pacifique (territoire sous tutelle) (adoptée le 22 décembre 1990).